# Karol Libelt

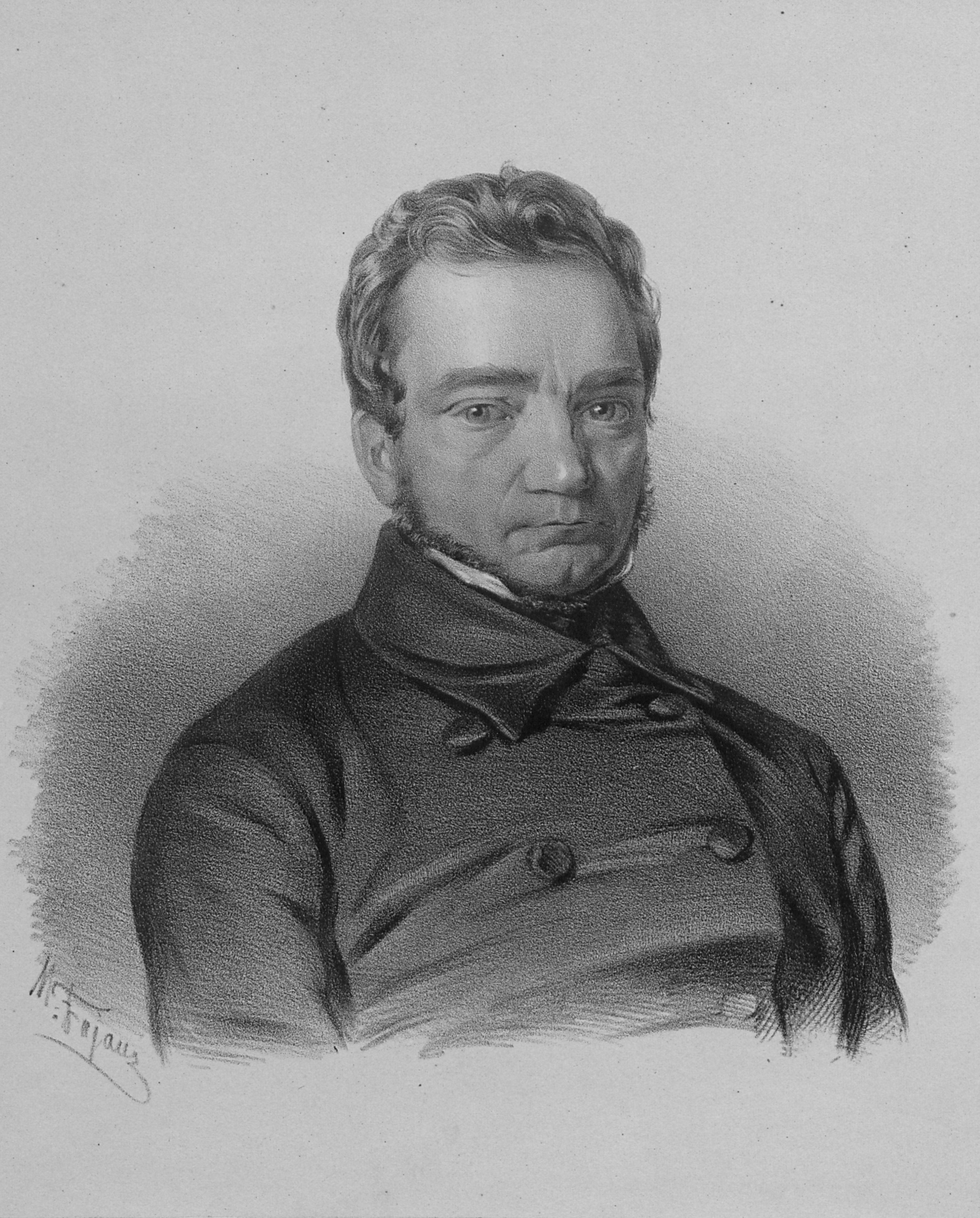
Karol Fryderyk Libelt

Karol Fryderyk Libelt (deutsch Karl Friedrich Libelt) (* 8. April 1807 in Poznań; † 9. Juni 1875 in Brdów) war ein polnischer Publizist, Wissenschaftler, Politiker und Revolutionär.

## Frühe Jahre
Libelt studierte zwischen 1826 und 1830 Klassische Philologie, Philosophie, Mathematik und Naturwissenschaften in Berlin. Bereits in seiner Studienzeit engagierte er sich politisch im demokratischen Flügel der Polnischen Jugend in Berlin. Er war Mitbegründer der Gesellschaft der Polnischen Bibliothek in Berlin. Das Studium beendete er mit der Promotion zum Dr. phil. In der Folgezeit unternahm er eine Forschungsreise nach Göttingen, Heidelberg, Brüssel und Paris. Er arbeitete daneben als Korrespondent für die Gazeta W. Ks. Poznańskiego aus Posen.
Im Jahr 1831 nahm er am polnischen Novemberaufstand teil. Er diente zunächst als Soldat bei der Artillerie und stieg zum Unteroffizier und schließlich zum Unterleutnant auf. Nach dem Ende des Aufstandes wurde er in Troppau interniert. Im Jahr 1832 wurde er zu neun Monaten Festungshaft wegen der Beteiligung am Aufstand verurteilt, die er in der Magdeburger Festung verbüßte. 

## Publizistisches und wissenschaftliches Wirken
Seit 1832 lebte Libelt als wissenschaftlicher und politischer Publizist in Posen. Im Jahr 1833 kam es zu einem Strafverfahren wegen politischer Vergehen gegen ihn. Er wurde in zweiter Instanz freigesprochen. 
Danach war er bis 1835 Pächter des Gutes Ulejno. Seit 1838 war er außerdem Mitarbeiter verschiedener Zeitschriften in Warschau und Posen. Im Jahr 1840 wurde er Redakteur der Zeitschrift Tygodnik Literacki (Literarisches Wochenblatt) in Posen. Zwischen 1840 und 1841 leitete er ein privates Knabenpensionat in Posen. Danach war er bis 1844 Hilfslehrer an dem deutschen Gymnasium. In diesem Jahr veröffentlichte er ein Lehrbuch der Mathematik. Libelt hat 1844 den Begriff Intelligenzija erstmals im Sinne einer Gesamtheit aller Gebildeten gebraucht.
Um das Jahr 1842 gründete er die Zeitschrift Dziennik Domowy (Heimblatt) und seit 1843 war er Mitherausgeber und Redakteur der Zeitschrift Rok (Das Jahr). Diese Zeitschrift war Zentrum der philosophischen polnischen Diskussion in den 1840er Jahren. Sein wissenschaftliches Hauptwerk war die Filozofia i krytika, erschienen in Posen in fünf Bänden zwischen 1845 und 1850. Daneben hielt er in den 1840er Jahren zahlreiche Vorträge in polnischer Sprache zur deutschen Literatur und Ästhetik in Posen. Eines seiner Ziele war es, eine national polnische Philosophie zu etablieren.

## Politisches Wirken im Vormärz

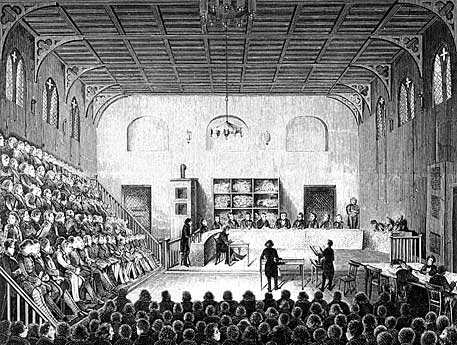
Polenprozess von 1847

Libelt blieb weiterhin auch politisch aktiv. Zwischen 1839 und 1845 bestand das Libelt-Komitee zur Vorbereitung eines polnischen Aufstands. Libelt war 1841 Mitbegründer, Sekretär und ab 1844 Vizepräsident des Vereins für Unterrichtshilfe in Posen. In Posen gehörte er seit 1844 dem Stadtrat an. Im Jahr 1845 war er Mitbegründer des örtlichen Gewerbevereins. Im Jahr 1845 war er auch Mitglied des polnischen Zentral-Revolutionskomitees. Zu Beginn des Jahres 1846 nahm er am Krakauer Aufstand teil. Er war Mitglied der revolutionären polnischen Nationalregierung und Verfasser eines Krakauer Manifests. 
Seit 1846 kam es in Preußen zu einem Strafverfahren gegen ihn wegen Hochverrats. Die Untersuchungshaft verbrachte er in Posen, Küstrin und zum Schluss in Moabit. Er war einer der Hauptangeklagten im Polenprozess vor dem Berliner Kammergericht. Dieses verurteilte ihn zu 20 Jahren Festungshaft. Die folgenden Monate war er in Moabit inhaftiert.

## Revolution von 1848/49
Nach der Befreiung im Zuge der Märzrevolution von 1848 nahm er am polnischen Aufstand in der Provinz Posen teil. Zwischen März und April des Jahres gehörte Libelt dem polnischen Nationalkomitee und dem Komitee zur Reorganisation der Provinz Posen an. Er gehörte zu einer Abordnung die im März 1848 in Berlin über die nationale Reorganisation der Provinz Posen verhandelte. Seit April 1848 war er Mitglied der geheimen polnischen Nationalregierung. Er war einer der Mitunterzeichner der Konvention von Jaroslawiec zwischen dem Regorganisationskomitee und General von Willisen. Im Mai 1848 nahm er am Polenkongress in Breslau und im Juni am Slawenkongress in Prag teil. Er war dort Vorsitzender der polnisch-russischen Sektion. Er war Mitverfasser des Manifests der slawischen evangelischen Kirche an die Völker Europas. In Berlin gehörte er ab Oktober 1848 dem Redaktionsausschuss der Zeitschrift Die Reform an. Zwischen Oktober 1848 und Januar 1849 gehörte er der Frankfurter Nationalversammlung an. Er war Mitglied der Fraktion Donnersberg. Nachrücker im Parlament war Johann Krzyzanowsky.

## Spätere Jahre
Von Juni 1848 bis 1850 war er Mitglied in der Interimsdirektion der Polnischen Liga und dabei amtierte er als Direktor und Leiter der Abteilung Publikation und Bildung. Im Dezember 1848 gehörte er dem Polnischen Wahlausschuss für die Wahlen zum Preußischen Landtag an. Im Jahr 1849 war er Mitglied der zweiten Kammer des preußischen Landtages und gehörte der polnischen Fraktion an. Daneben war er bis zum Verbot durch die Behörden 1850 Redakteur der Zeitschrift Dziennik Polski (Polnisches Tageblatt). Seine Kleineren Schriften erschienen in Posen zwischen 1849 und 1851 in einer Sammlung von sechs Bänden.
Seit 1850 war er Besitzer des Rittergutes Czeszewo. Er war Gründer und Mitglied des örtlichen Bauernvereins. Er gehörte nach 1860 der Gesellschaft der Freunde der Wissenschaft in Posen an. Zwischen 1868 und 1875 war er deren Vorsitzender. Libelt war Mitgründer der Kommission für Orthographie und der Abteilung für Wirtschaftswissenschaften und Statistik. 
Zwischen 1859 und 1870 war er Mitglied des preußischen Abgeordnetenhauses und war von 1863 bis 1866 Vorsitzender der polnischen Fraktion. Eine Gesamtausgabe seiner Werke Dzieła erschien in seinem Todesjahr 1875 in sechs Bänden.